# اسپیلیمبرگو
اسپیلیمبرگو (به ایتالیایی: Spilimbergo) یک کومونه در ایتالیا است که در استان پوردنونه واقع شده‌است.

## خصوصیات
اسپیلیمبرگو ۷۲ کیلومترمربع مساحت و ۱۲٬۱۶۸ نفر جمعیت دارد و ۱۳۲ متر بالاتر از سطح دریا واقع شده‌است.

## خواهرخوانده
شهر لا شاتر خواهرخواندهٔ اسپیلیمبرگو هست.